# Музей Розы (Казанлык)
Музей Розы (болг. Музей на розата) — единственный в мире музей, тематика которого посвящена эфирно-масличной культуре розы. Учреждение расположено в болгарском городе Казанлык. Музей Розы – часть Исторического музея «Искра». Изначально местом расположения музея было здание «Института розы», но в 2016 году музей переехал в новое здание, расположенное в парке Розариум. Музей Розы — один из самых посещаемых на территории Болгарии.

## История
В 1967 году в городе Казанлык основали экспозицию, тематикой которой стал сбор урожая роз в Казанлыке и регионе. В 1969 году экспозиция превратилась в Музей Розы. Этот музей является единственным музеем в мире, который посвящен эфирно-масличной культуре розы. Он входит в состав местного исторического музея и долгое время был расположен в здании «Института розы». Сейчас музей находится в здании на территории парка Розариум, в музее есть три зала.
Музей Розы насчитывает свыше 15 тысяч экспонатов, которые связаны со сбором и выращиванием роз на территории Болгарии. Разведение масличной розы, согласно историческим документам, началось в 1650 году в Болгарии. В 1740 году болгарское розовое масло часто считалось качественным сырьем для французских парфюмеров.
Среди экспонатов музея — фотографии, документы, которые касаются производства роз. Здесь есть инструменты, которые используются для обработки розовых плантаций. Есть емкости, которые используются для того, чтобы хранить и экспортировать розовое масло и воду.
На территории Музея Розы есть реконструкция склада розового масла, и первая лаборатория, которая создана для исследования розового масла в 1912 году. Также среди экспонатов музея — сосуд, который использовали для розового масла. В последний раз эту емкость применяли по назначению в 1947 году, и он до сих пор она сильно пахнет розами.
В музее розы есть сувенирный отдел, в котором можно приобрести розовый ликер, ароматные масла, косметику, варенье, которое делают из лепестков роз. Здесь продается лавандовое, розовое и мятное масло.
Фотосъемка в музее стоит 5 лв, а видеосъемка — 20 лв.
У посетителей музея есть возможность воспользоваться услугами экскурсовода. Экскурсия на болгарском будет стоить 10 лв, а экскурсия на иностранных языках — на английском, французском и русском — 20 лв.
Летом 2016 года открылось новое здание Музея Розы в парке «Розариум». На открытии присутствовали премьер-министр Болгарии Бойко Борисов, министры Лилияна Павлова, Десислава Танева, Николина Ангелкова, мэр Казанлыка и председатель парламентской группы ГЕРБ Цветан Цветанов. Площадь нового помещения музея — 1200 метров квадратных. Здание является многофункциональным. Есть специальный зал для дегустации ароматов, внутренний двор, который предназначен для того, чтобы там демонстрировать процесс варения розы, есть мультимедийный зал, конференц-зал, панорамное кафе, детская площадка. В новый музей переместится старая экспозиция, которая раньше располагалась в Институте розы и этерично-масляных культур. В новом здании будет информация про историю розы в Болгарии в период, начиная с эпохи Возрождения и до нашего времени.
Музей работает ежедневно с 9 часов утра и до 17:30 вечера. Каждый последний понедельник месяца для посетителей бесплатный вход.

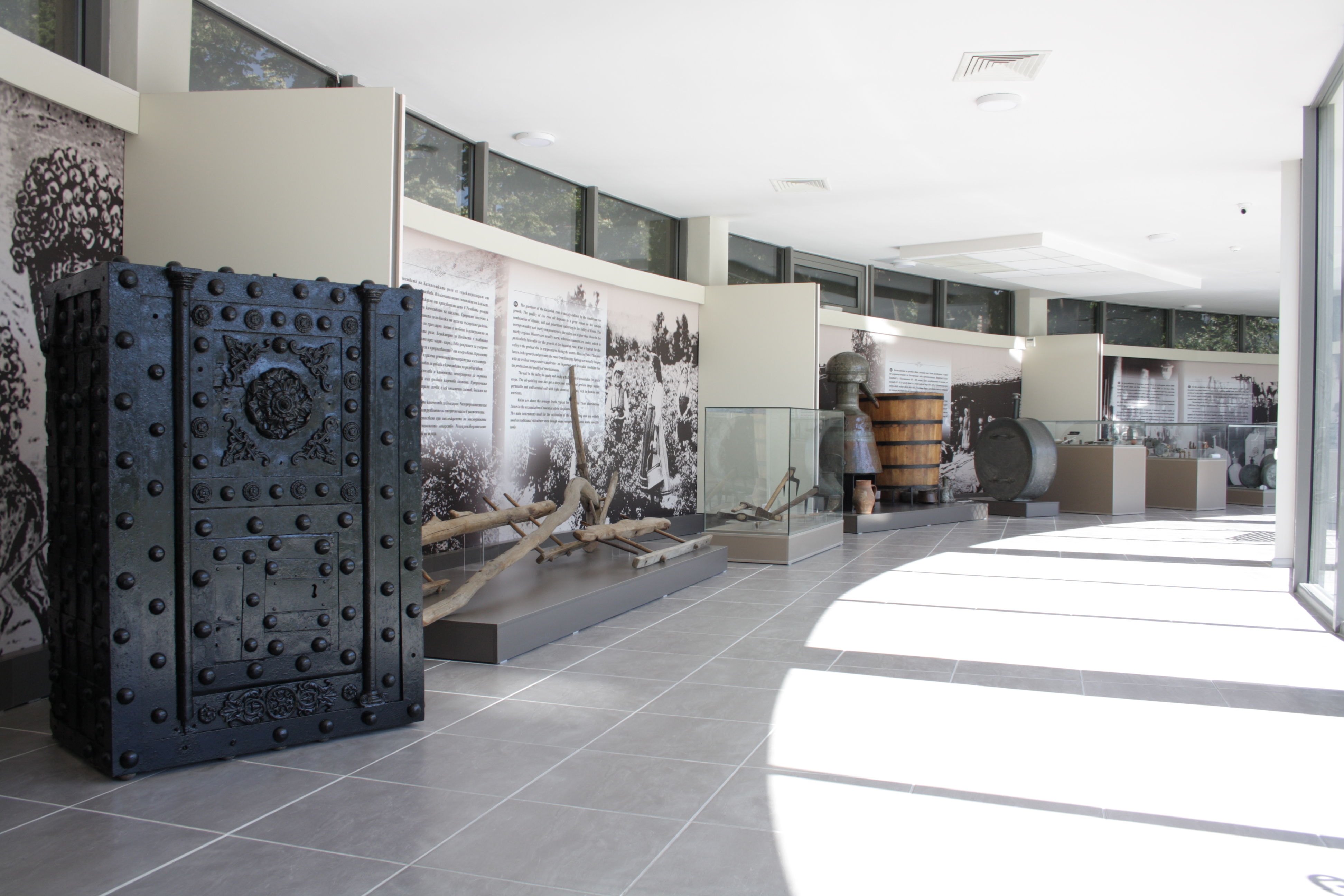
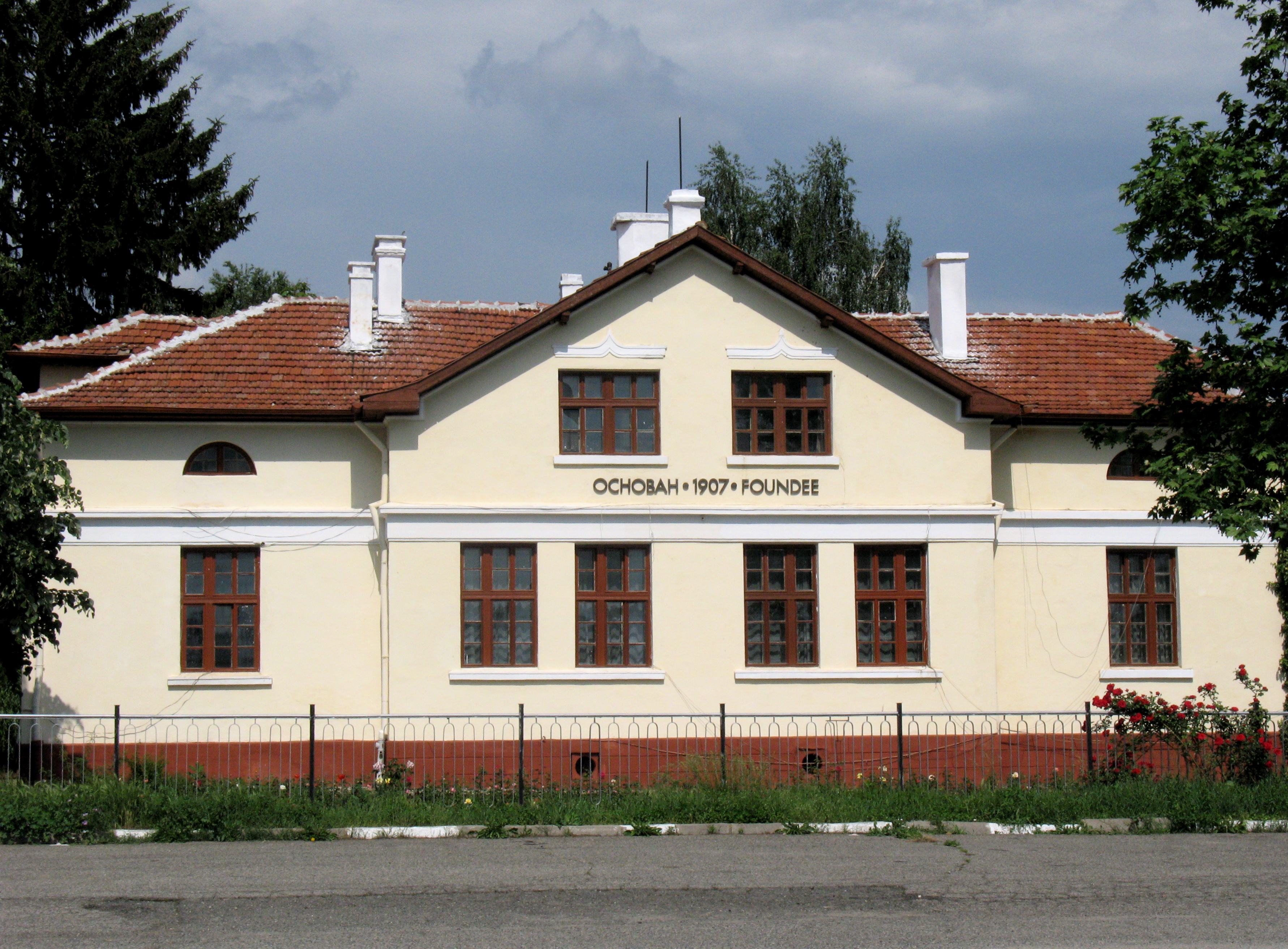
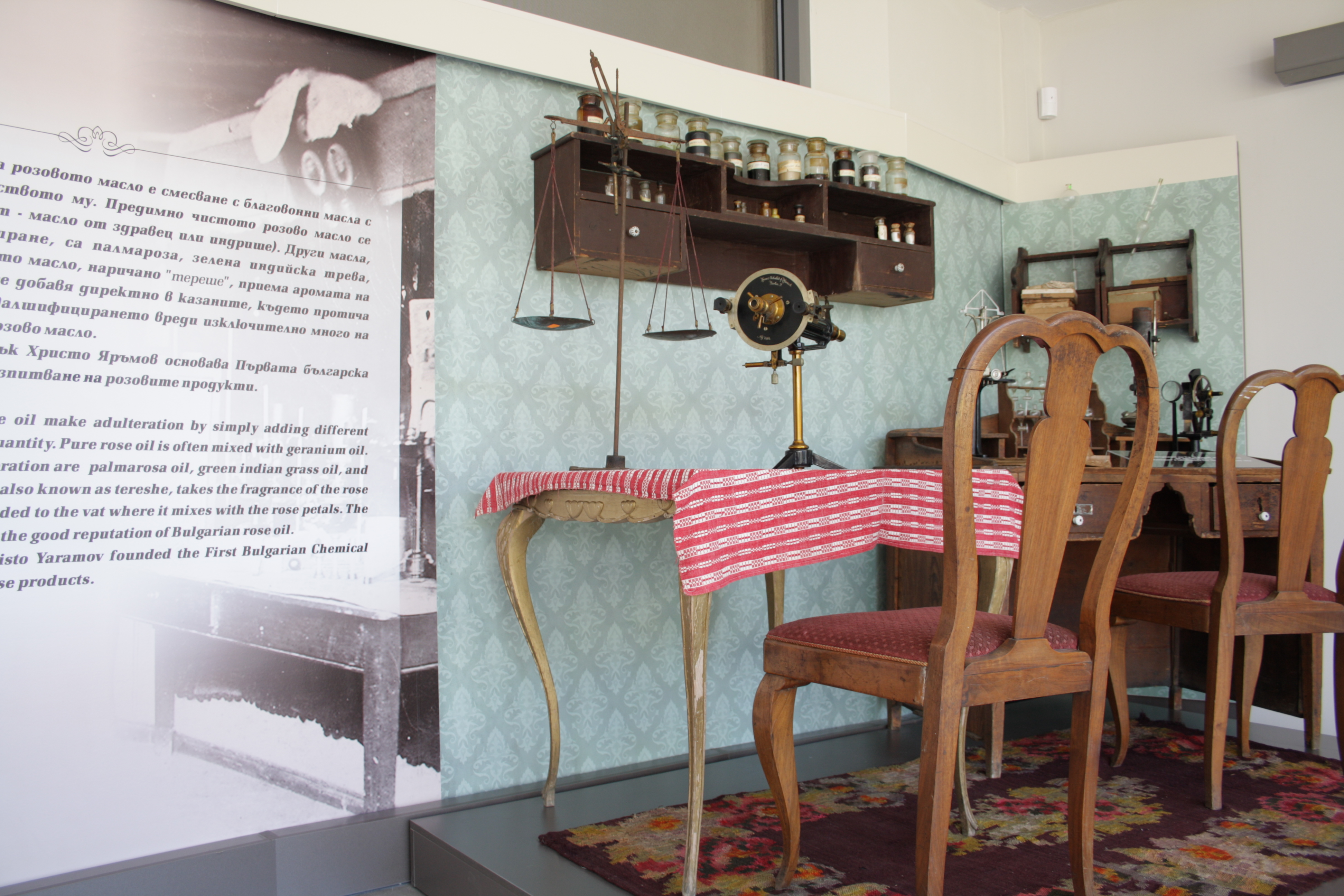
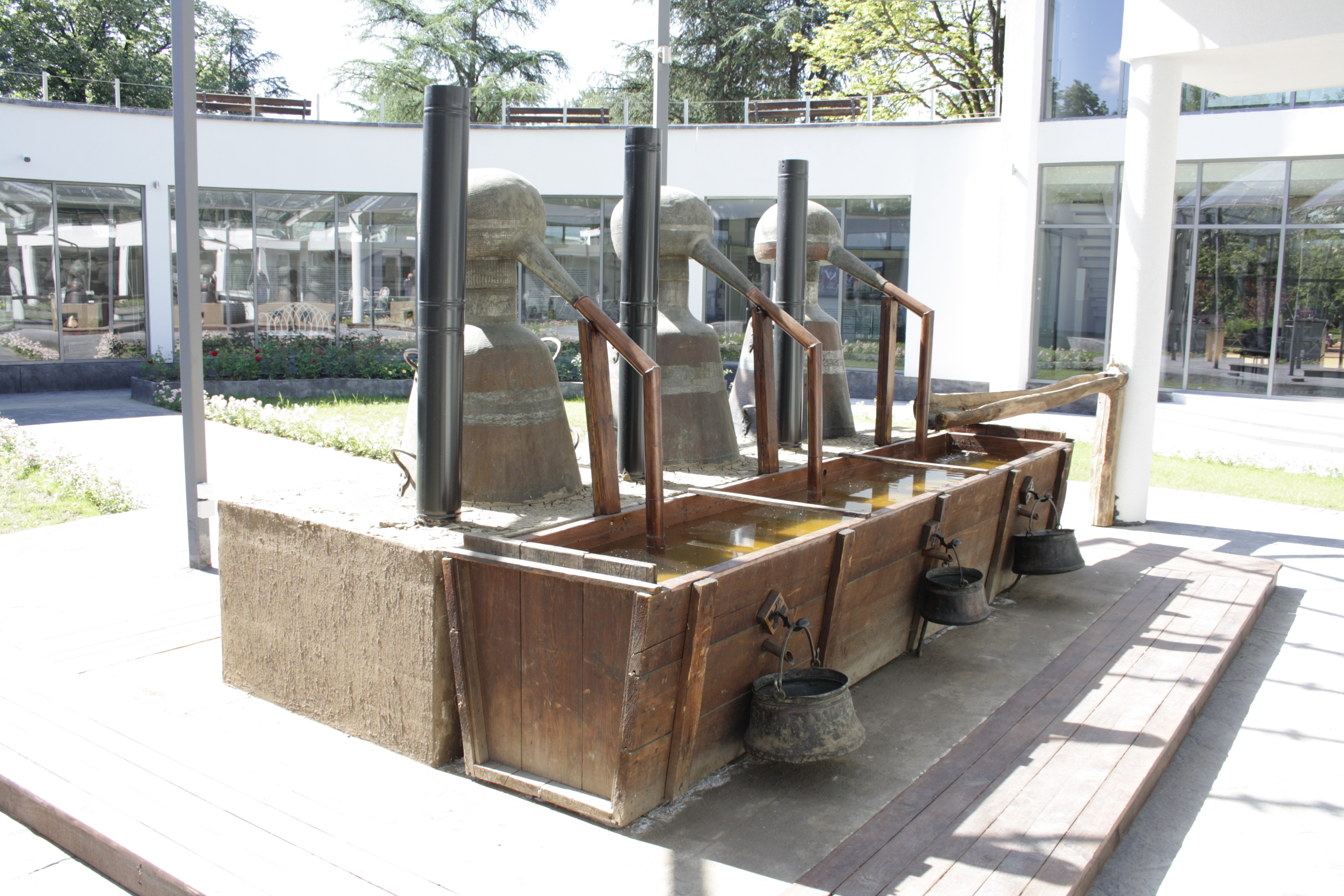
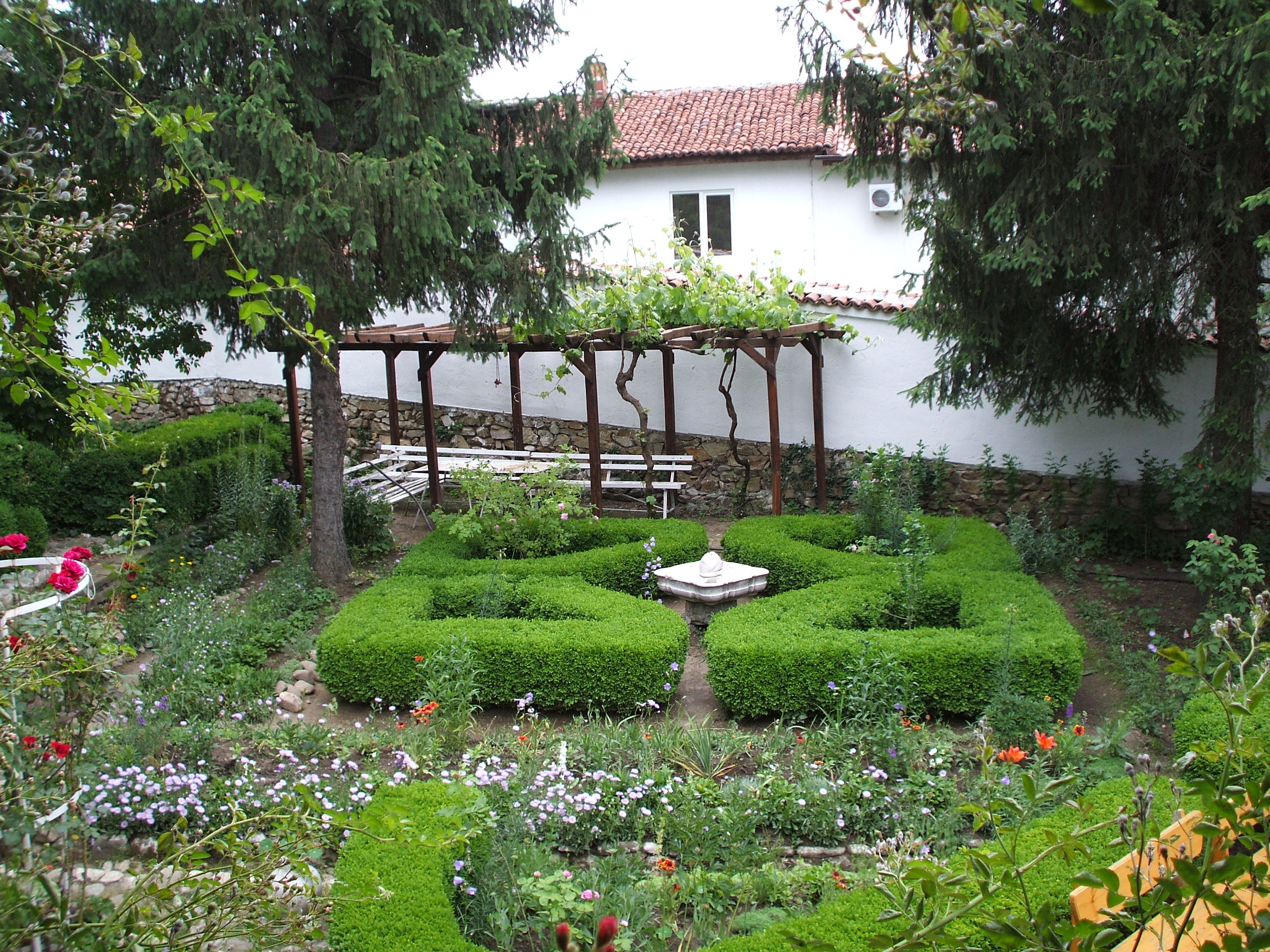
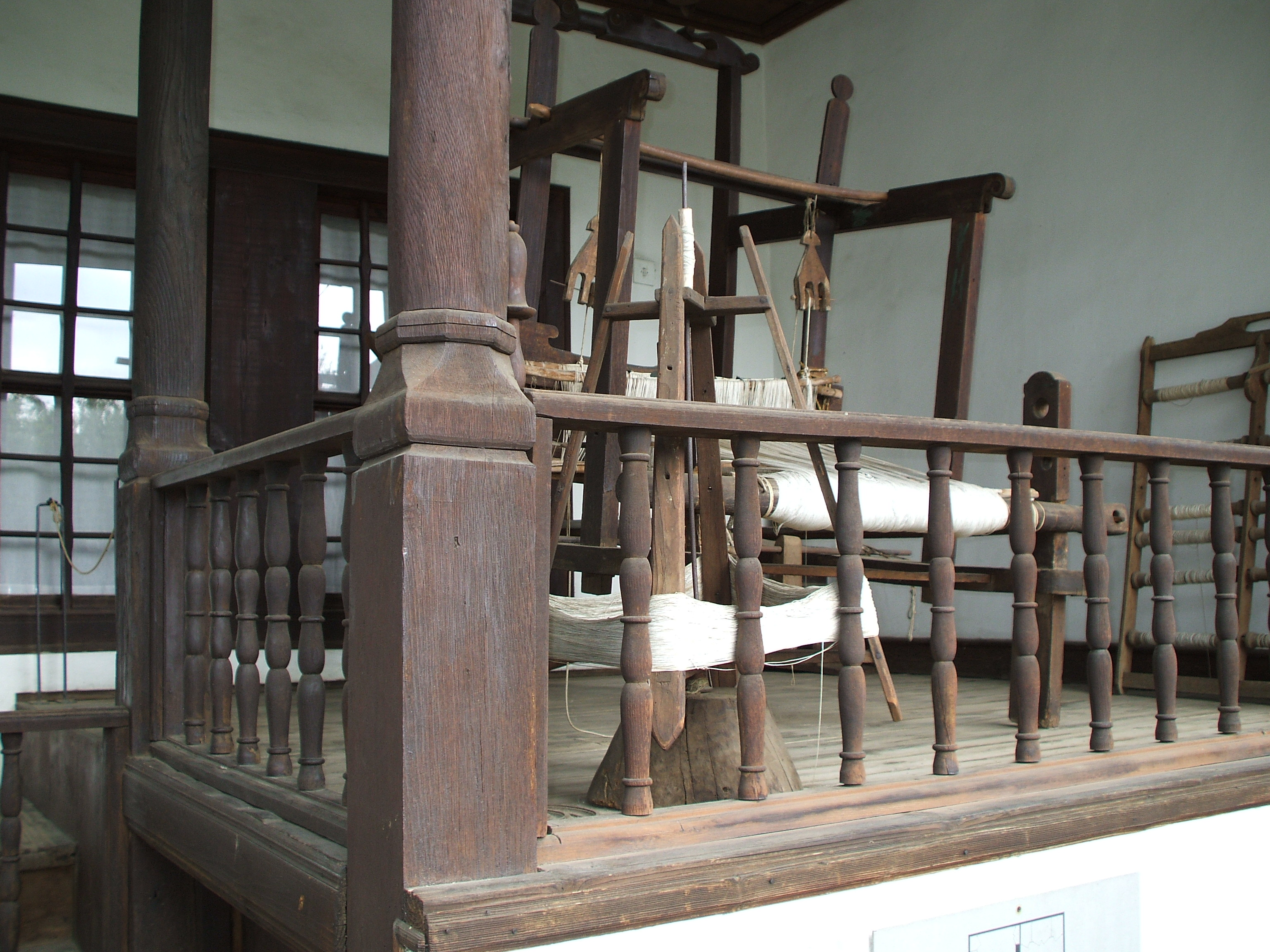
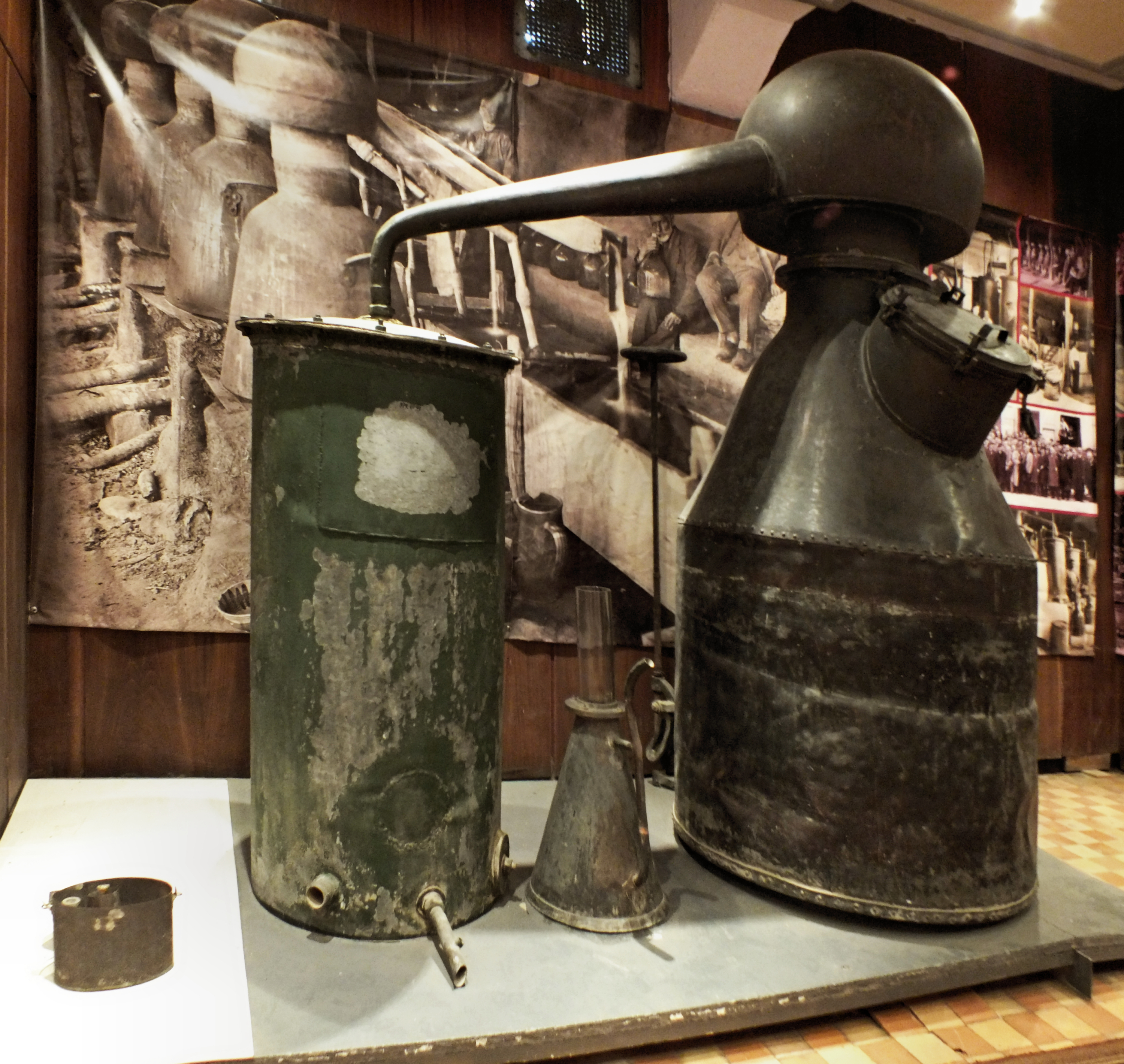
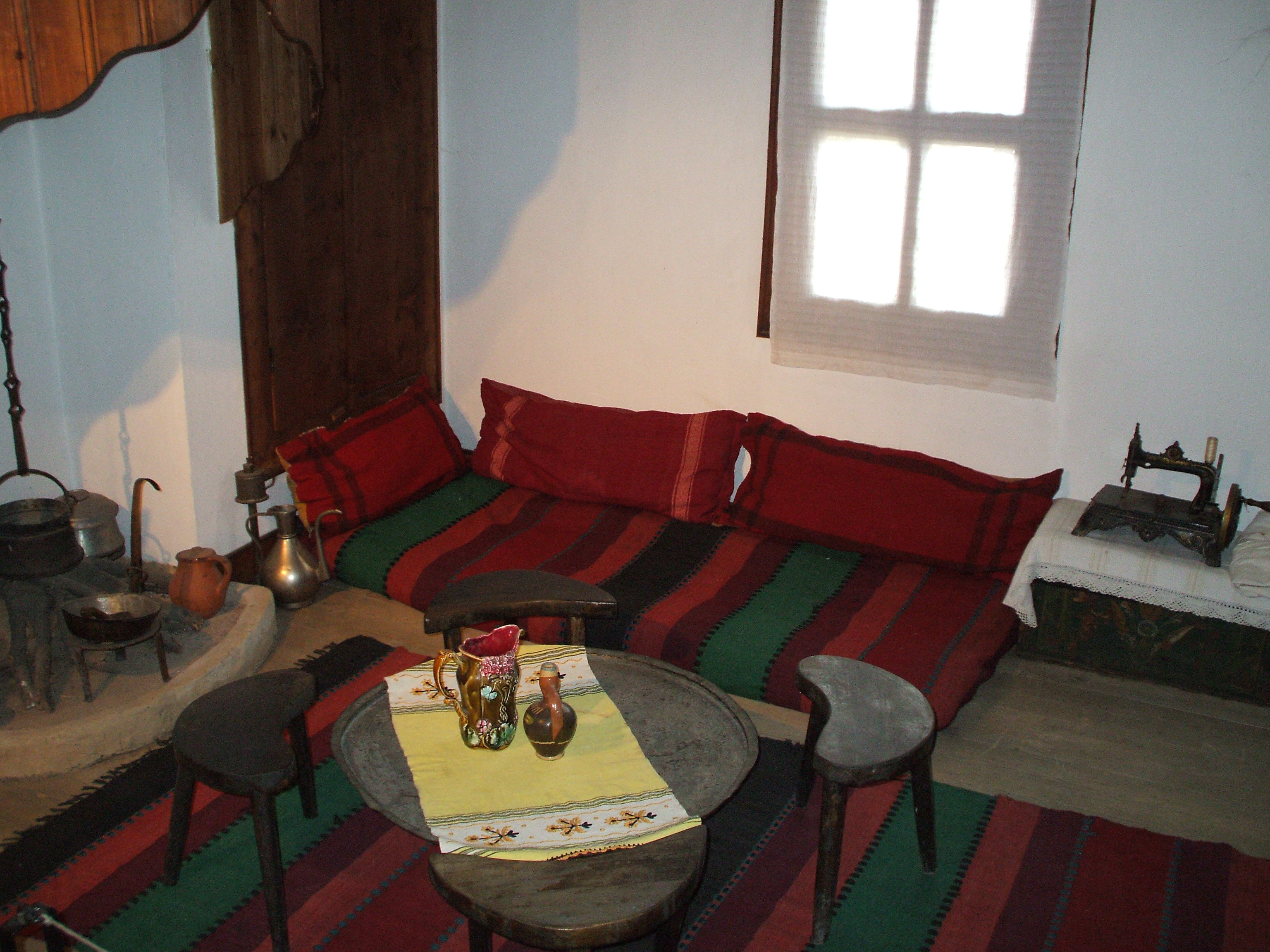
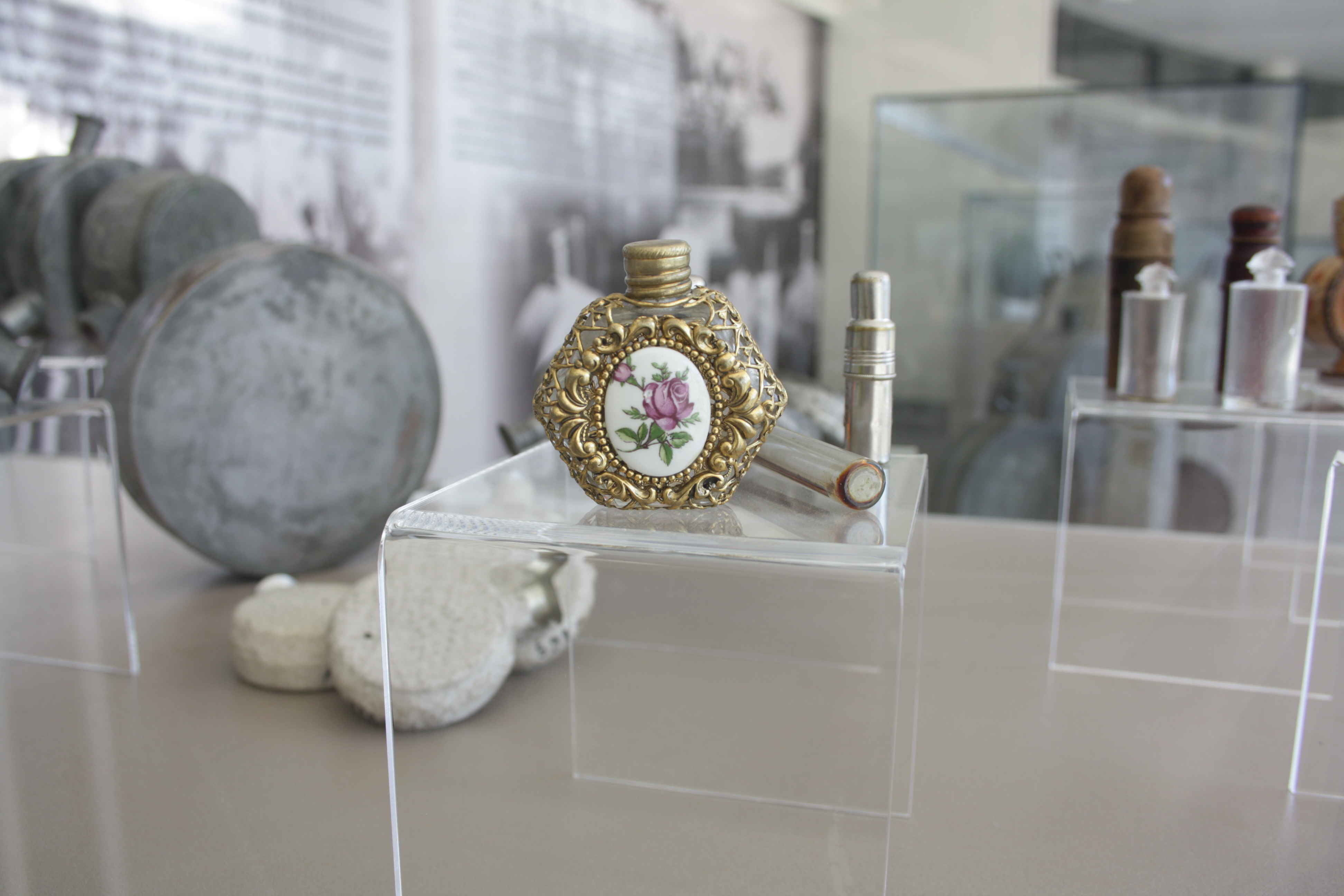
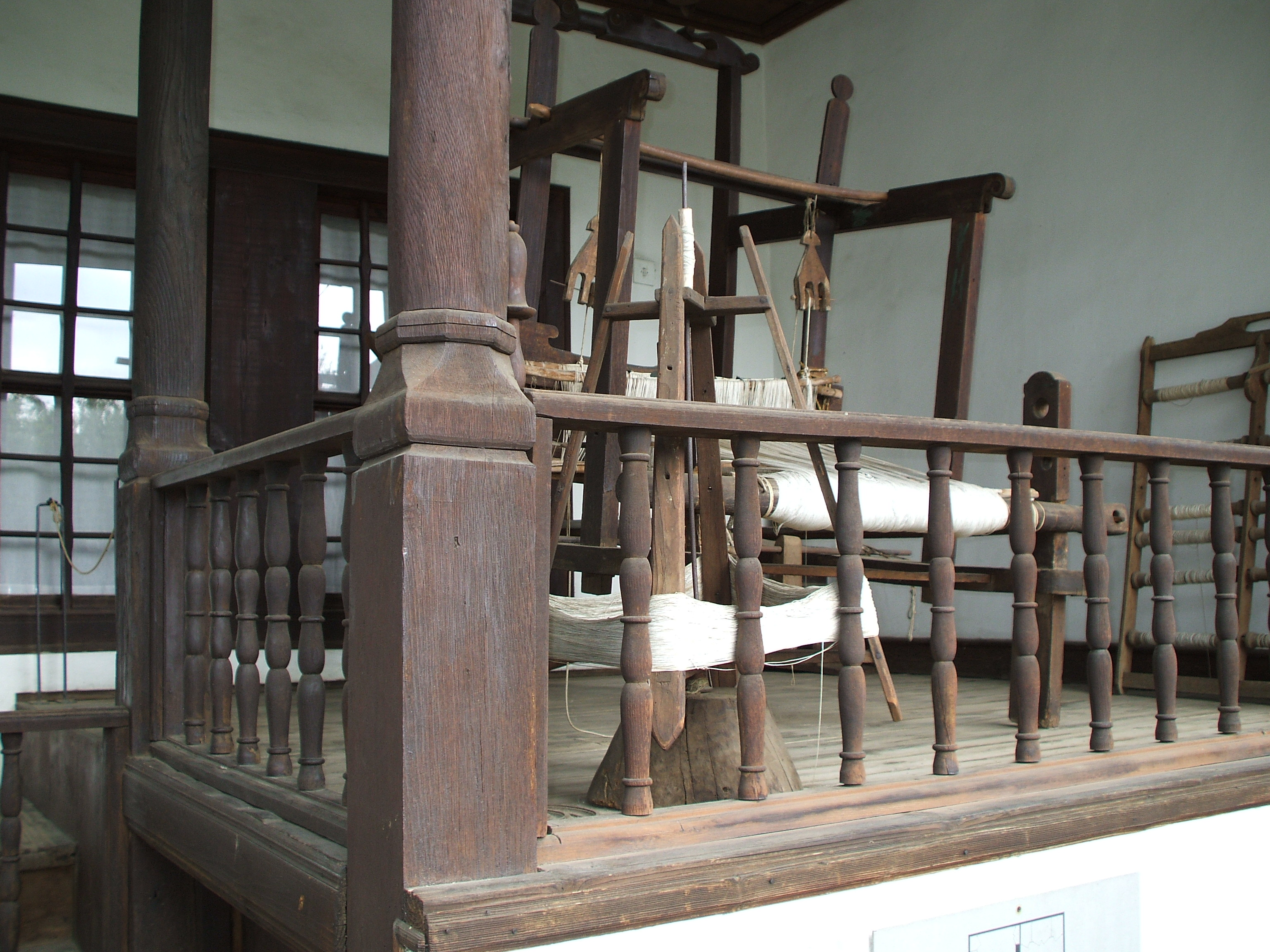
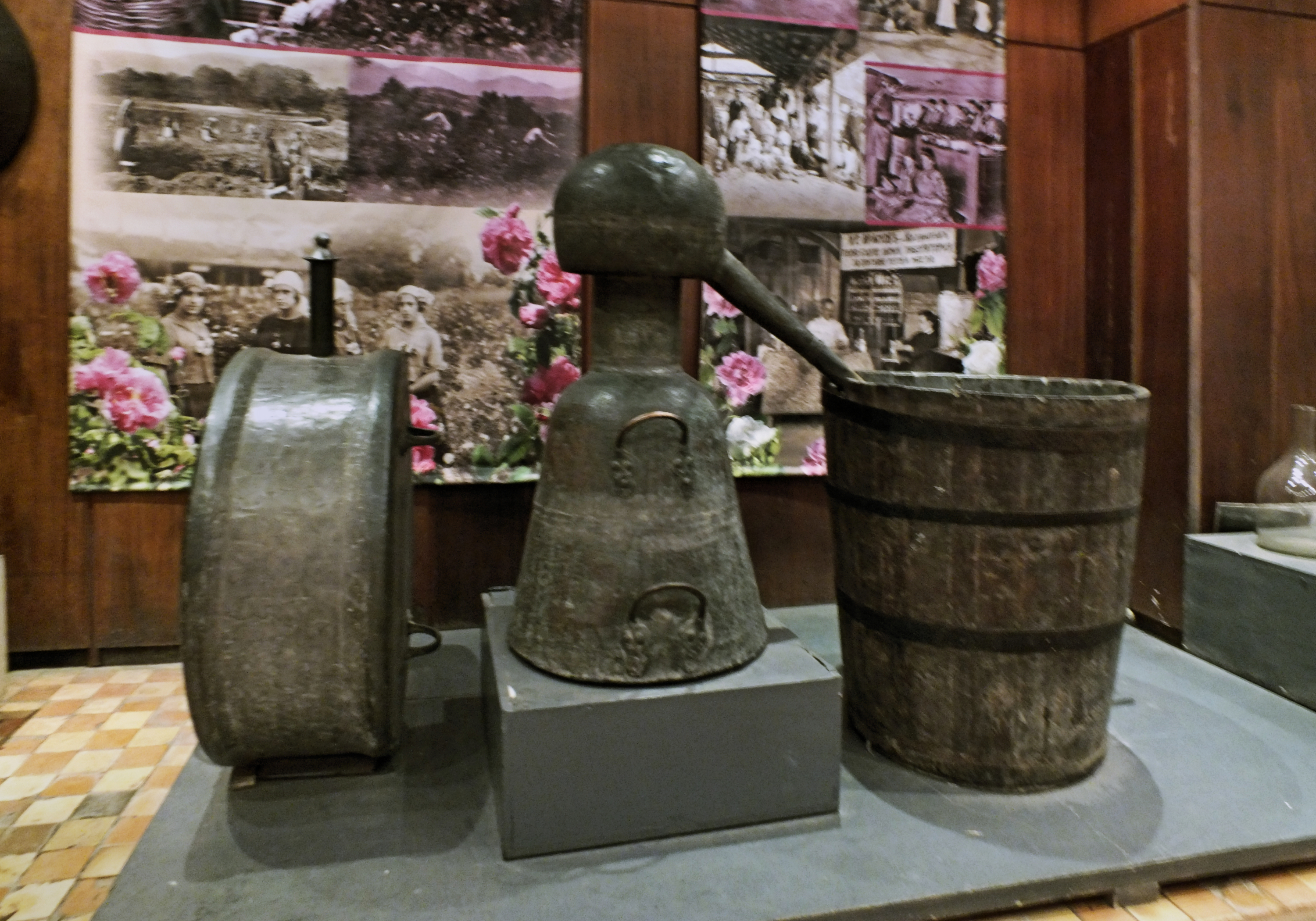